# Championship League Darts
Die Championship League Darts war ein Major-Turnier, das von der Professional Darts Corporation (PDC) zwischen 2008 und 2013 ausgetragen wurde. Veranstaltungsort war der Crondon Park in Essex.
Rekordsieger ist der Engländer Phil Taylor mit vier Titeln.
Das Turnier wurde Mitte April 2008 von der PDC angekündigt. Es war das erste Dartsturnier, das ausschließlich im Internet übertragen wurde.

## Format
Die Championship League fand über mehrere Wochen im September und Oktober statt. Das Teilnehmerfeld bestand aus den 29 höchstplatzierten Spielern in der PDC Order of Merit.
Sie wurde im Liga-Modus, ähnlich der Premier League Darts ausgetragen, bot aber auch Spielern, die weiter hinten im Ranking standen die Möglichkeit teilzunehmen. In der ersten Spielrunde wurden zunächst nacheinander acht Gruppen mit jeweils acht Spielern gespielt. Die besten vier Spieler der Tabelle trugen im Anschluss im K.O.-Modus den Gruppensieger aus. Dabei qualifizierte sich der Sieger für die sogenannte „Winners Group“. In den Gruppen 1 bis 7 schieden jeweils die beiden letztplatzierten Spieler aus, die übrigen sechs spielten in der nächsten Gruppe weiter. Hinzu kamen die drei höchstplatzierten Spieler der Weltrangliste, die noch an keiner Gruppe teilgenommen hatten. In Gruppe 1 traten die Top 8 der PDC Order of Merit an. In den folgenden Gruppen stiegen dann jeweils die Spieler auf den Plätzen neun bis elf, zwölf bis 14 und so weiter ein. In Gruppe 8 schieden dann alle Spieler bis auf den Gruppensieger aus.
Die Sieger der acht Gruppen trafen sich dann in der „Winners Group“. Wie bereits in den zuvor gespielten Gruppen, qualifizierten sich die besten vier der Tabelle für das Halbfinale.
Über eine Finalteilnahme war es unter Umständen möglich, sich für den Grand Slam of Darts zu qualifizieren.

## Preisgelder
Die Preisgeldverteilung wurde über die Jahre mehrfach geändert. Aufgeführt ist hier eine vereinfachte Darstellung der Preisgelder der letztmalige Austragung.
| Position (Anzahl der Spieler) | Position (Anzahl der Spieler) | Preisgeld |
| ----------------------------- | ----------------------------- | --------- |
| Gewinner                      | (1)                           | £ 10,000  |
| Finalist                      | (1)                           | £ 5,000   |
| Halbfinalisten                | (2)                           | £ 2,500   |
|                               |                               |           |
|                               |                               | £ 200.000 |

## Finalergebnisse
| Jahr | Austragungsort      | Sieger        | Ergebnis | Finalist           | Sponsor              | Preisgelder | Preisgelder |
| Jahr | Austragungsort      | Sieger        | Ergebnis | Finalist           | Sponsor              | Gesamt      | Sieger      |
| ---- | ------------------- | ------------- | -------- | ------------------ | -------------------- | ----------- | ----------- |
| 2008 | Crondon Park, Essex | Phil Taylor   | 7:5      | Mervyn King        | diverse Wettanbieter | £189,000    | £10,000     |
| 2009 | Crondon Park, Essex | Colin Osborne | 6:4      | Phil Taylor        | diverse Wettanbieter | £189,000    | £10,000     |
| 2010 | Crondon Park, Essex | James Wade    | 6:5      | Phil Taylor        | diverse Wettanbieter | £189,000    | £10,000     |
| 2011 | Crondon Park, Essex | Phil Taylor   | 6:1      | Paul Nicholson     | diverse Wettanbieter | £189,000    | £10,000     |
| 2012 | Crondon Park, Essex | Phil Taylor   | 6:4      | Simon Whitlock     | diverse Wettanbieter | £176,750    | £10,000     |
| 2013 | Crondon Park, Essex | Phil Taylor   | 6:3      | Michael van Gerwen | diverse Wettanbieter | £200,000    | £10,000     |

## Statistiken

### Neundarter
Insgesamt wurde neun Mal ein Neundarter bei der Championship League Darts gespielt. Erstmals gelang dies dem Engländer Adrian Lewis.
| Spieler            | Turnier, Runde      | Weg                                 | Gegner         | Ergebnis   |
| ------------------ | ------------------- | ----------------------------------- | -------------- | ---------- |
| Adrian Lewis       | 2008, Gruppe 3      | 3 × T20; 2 × T20, T19; 2 × T18, D18 | James Wade     | Sieg       |
| Phil Taylor        | 2009, Gruppe 1      | 3 × T20; 3 × T20; T20, T19, D12     | John Part      | Sieg       |
| Jelle Klaasen      | 2009, Gruppe 6      | 3 × T20; 3 × T20; T20, T19, D12     | Colin Osborne  | Niederlage |
| Simon Whitlock     | 2011, Gruppe 5      | 2 × T20, T19; 3 × T20; 2 × T18, D18 | Jamie Caven    | Sieg       |
| Phil Taylor        | 2011, Winners Group | 3 × T20; 3 × T20; T20, T19, D12     | Mervyn King    | Sieg       |
| Phil Taylor        | 2013, Gruppe 1      | 3 × T20; 3 × T20; T20, T19, D12     | Adrian Lewis   | Niederlage |
| Michael van Gerwen | 2013, Gruppe 4      | 3 × T20; 3 × T20; T20, T19, D12     | Terry Jenkins  | Niederlage |
| Mervyn King        | 2013, Gruppe 4      | 3 × T20; 3 × T20; T20, T19, D12     | Gary Anderson  | Niederlage |
| Kim Huybrechts     | 2013, Gruppe 5      | 3 × T20; 3 × T20; T20, T19, D12     | Paul Nicholson | Sieg       |